# Chiesa della Madonna degli Angeli (Matera)
La chiesa della Madonna degli Angeli è un'antica chiesa rupestre dei Sassi di Matera.

## Descrizione
La chiesa presenta un unico ambiente articolato in tre spazi.
Di seguito si riporta l'elenco degli affreschi con la relativa datazione:
- Sant'Antonio, sec. XVI-XVII
- San Michele (?), sec. XIII-XIV
- Madonna con Bambino, sec. XIV-XV
- San Nicola, sec. XIII
- Santo monaco, sec. XVI-XVII
- San Nicola (?), sec. XII
- San Gilio, sec. XIV
- Santa Sofia, sec. XIII